# ゲオルゲ・ポトペアヌ
ゲオルゲ・ポトペアヌ（Gheorghe Potopeanu、1889年 - 1966年）は、ルーマニア王国の軍人、政治家。少将。
第一次世界大戦に従軍。イオン・アントネスクの側近の1人で、アントネスク政権樹立後、経済省秘書官に任命された。アントネスクは鉄衛団を弾圧した後、1941年1月に政府再編を行い、個人的に信頼できる将官を主要ポストに据えた。その中でポトペアヌは、国家経済相に任命された。
1941年から1943年まで第1国境師団、1943年から1944年まで第2軍団区を指揮。1944年、ウクライナのルーマニア占領地であるトタンスニストリア総督に任命されたが、事実上ドイツ軍の占領下にあり、実権はなかった。
アントネスク体制崩壊直前の1944年8月15日、国家経済・財務相に任命されたが、8月23日に逮捕された。1945年に釈放されたが、1948年に再逮捕された。1949年に禁固5年を言い渡され、1953年に釈放された。1957年、3度逮捕され、禁固15年を言い渡された。1963年、釈放された。